# 永楽通宝
永楽通宝（えいらくつうほう）は、中国明代の第3代皇帝永楽帝の永楽9年（1411年）より鋳造され始めた銅製銭貨。日本では室町時代に日明貿易や倭寇によって大量に輸入され、江戸時代初頭まで流通。永楽銭・永銭などと呼ばれた。

## 概要

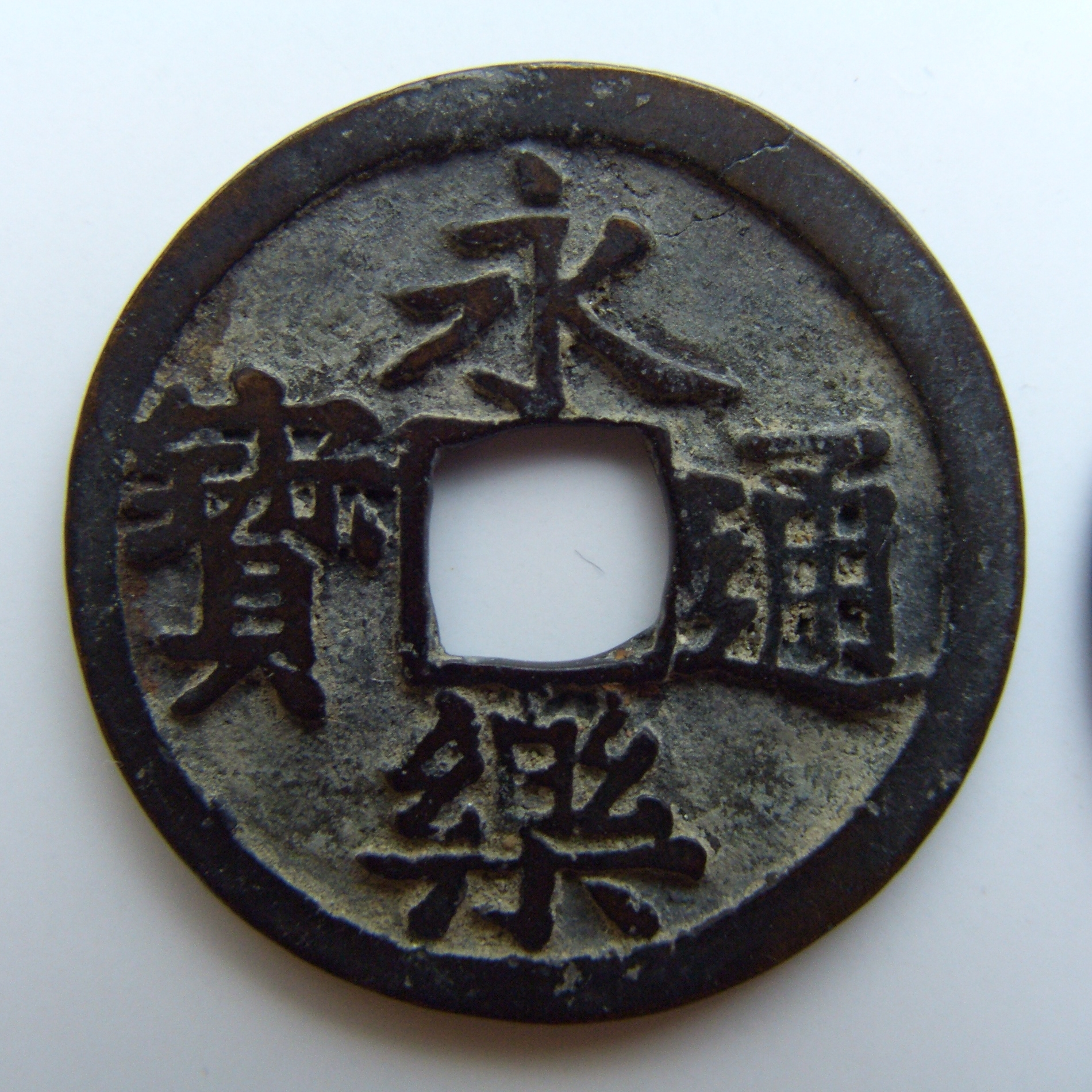
永楽通宝

形状は円形で、中心部に正方形の穴が開けられ、表面には「永樂通寳」の文字が上下右左の順に刻印されている。このような銭の形状（いわゆる方孔円銭）は、中国古代の半両銭に由来するものとされている。材質は銅製、貨幣価値は1文として通用したが、日本では天正年間以降永楽通宝1枚が鐚銭4文分と等価とされた。
日本では、慶長13年（1608年）には通用禁止令が出され、やがて寛永通宝等の国産の銭に取って代わられた。しかしその後も永という仮想通貨単位すなわち永一貫文＝金一両であり1/1000両を表す永勘定が年貢の取り立てに引き続き用いられるなど、長く影響を残した（永1文は4文前後）。
なお、永楽通宝は明では流通しておらず、もっぱら国外で流通していたと考えられてきた。明では初代皇帝洪武帝のときに銭貨使用が禁じられ、すべて紙幣（後には銀）に切り替えられていた（洪武帝は中国統一前には支配地域の一部で大中通宝「銅銭」を発行しており、統一後も洪武通宝「銅銭」を発行していた。その後も宣徳通宝・弘治通宝・嘉靖通宝が発行されている）。一方、日本では貨幣経済が急速に発展しており、中国銭貨への需要が非常に高まっていた。そのため、日本との貿易決済用銭貨として永楽通宝が鋳造されることとなったというものである。これは永楽通宝が中国ではほとんど現存せず、日本でのみ発見されていたことによる説である。ところが、近年になって日本の永楽通宝の中には日本で鋳造されたものが相当数含まれているという説が出されたことでその前提に疑問が出され（後述）、また永楽9年（1411年）に浙江・江西・広東・福建の各布政司で永楽通宝の鋳造が命じられている事実（内陸の江西や日本との関係の薄い広東でも鋳造されている）や、景泰7年（1456年）に北京に大量の私鋳の永楽通宝が持ち込まれていたことが発覚する（北京の市場で官鋳による永楽通宝が通用していたことが私鋳銭混入の前提となる）など、近年では少なくとも15世紀後半の段階では永楽通宝は明国内でも流通されていたと考えられている。近年では、さらに広範囲にわたって使用されていた可能性も指摘されている。2013年には、アフリカのケニアから永楽通宝が出土している。

## 日本における永楽通宝

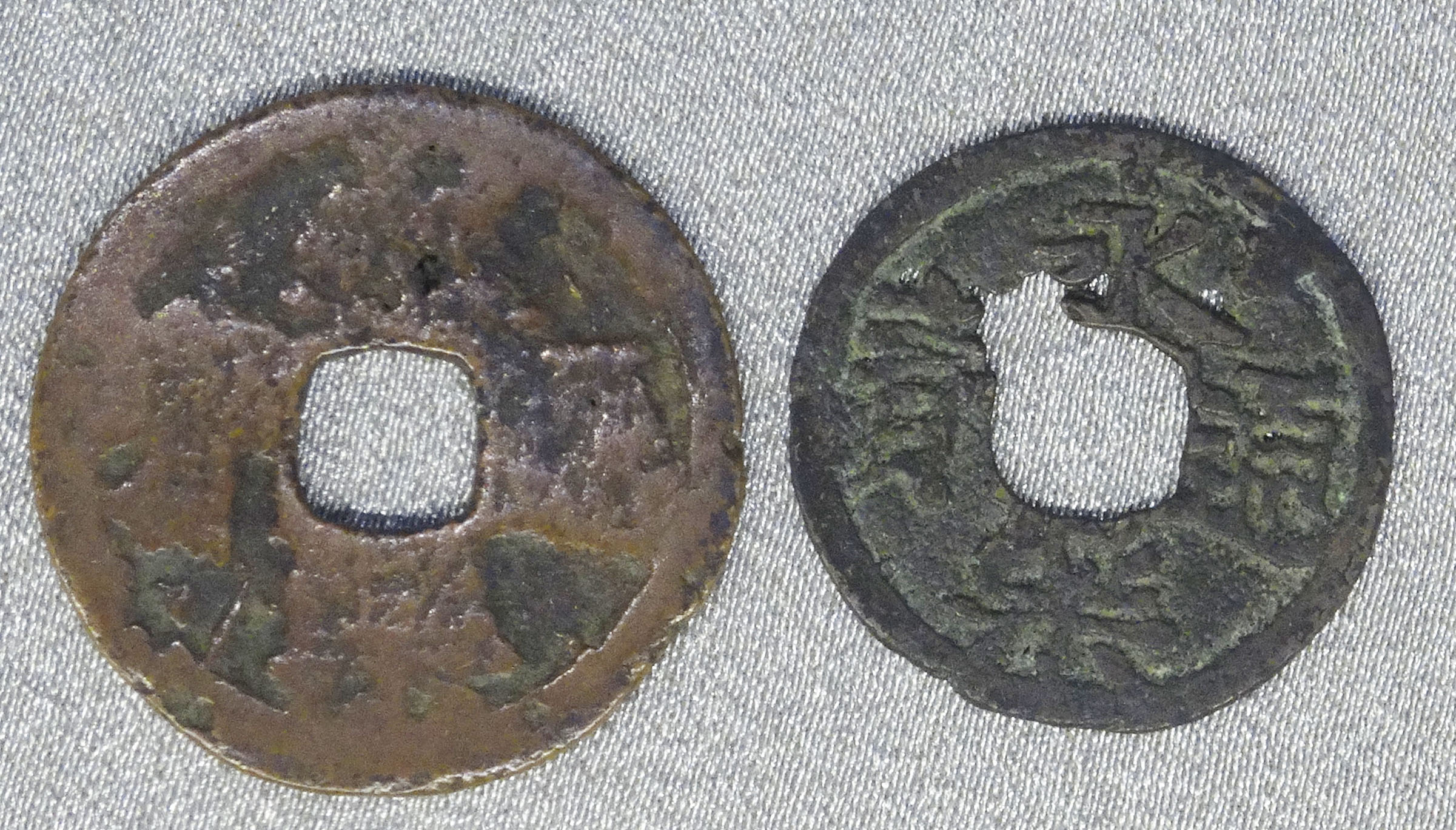
永楽通宝の「鋳写（いうつし）鐚銭」（室町末期）

平安時代から鎌倉時代にかけて日本国内の商業・物資流通が活発化すると共に貨幣の必要性が高まっていた。しかしながらその時代には律令体制が崩壊しており、銭貨鋳造を行う役所も技術も廃れていたことから、中国から銅銭を輸入してそれを国内で流通させていた。
その中でも明の永楽帝の時期に永楽9年（1411年）から作られた銅銭永楽通宝（永楽銭）は当初は明の国内でも流通していたのだが信用が低かった（中国では新銭よりも、流通の実績のある宋銭や開元通宝などが好まれた）ことから15世紀後半には明では次第に使用が忌避されるようになり、室町時代後期に大量に輸入された。この多くは日明貿易（勘合貿易）や倭寇を通じて日本に持ち込まれたものである。永楽銭という用語は、明代に輸入された銅貨一般を差す場合もある。従来からの宋銭が数百年の流通により磨耗・破損したものが多くなっていたのに対し、新たに輸入された永楽銭は良質の銅銭であったため、東日本を中心に江戸初期まで基本貨幣として使われている一方で西日本では従来通り宋銭・鐚銭の流通が中心であったとされるが、近年になって、明朝時代に宋銭を私鋳していたという記述がいくつか発見されそれらの“宋銭”が日本に渡ってきた可能性は高いこと、また、後述するように当初の明銭は撰銭の対象であったことが各種法令などから窺えることなどから、永楽銭は日本に入ってきた当初は日本全国で“価値の低い銭”であった可能性が高い。
民間が勝手に鋳造した銭貨を私鋳銭というが、中国江南地方や日本で作られた私鋳銭も多く流通していた（なお、一般では官鋳銭は品質が良く、私鋳銭は品質が悪いと思われがちだが一概にそのように言えるものでもない。官鋳銭にも産地によっては良質な私鋳銭より質の悪いものもあった）。日本でも中国同様に、新鋳の明銭よりも流通実績のある宋銭の方が価値が高いと見なされ、15世紀後半〜16世紀半ばまでの畿内においては永楽通宝などの明銭は条件付き（百枚中20〜30枚までの混入を認める）でしか流通しておらず、そのような宋銭重視政策を特に畿内の荘園領主が行ったため畿内では宋銭使い、東北や九州などの辺境などから次第に粗悪な銭（鐚銭）数枚で精銭1文とする慣行が成立していくことで撰銭の対象であった永楽銭の地方流入を招くと共に、東国では後北条氏・結城氏などが永楽銭を基準とした貫高制の整備を行った。やがて1560年代に明が本格的な倭寇取り締まりなどを行うと中国からの銭の流入が途絶えたことにより銭不足に陥り、畿内では1560年代に貨幣経済から米経済、1570年代に米経済から銀経済への急激な転換が起こる一方、関東では何段階かに分かれていた鐚銭の階層が収束されていき、京銭（渡来銭・私鋳銭を問わない宋銭）4枚＝永楽銭1文という慣行が成立していった。
江戸時代に入ると江戸幕府が慶長11年（1606年）に独自の銅銭慶長通宝を鋳造して2年後には永楽銭の流通禁止令が出され、この段階では慶長通宝の流通も十分でなく、実態は永楽銭の優位的通用を禁じ鐚銭並みの通用になったとされるが、元和偃武後の寛永13年（1636年）には寛永通宝を本格的に鋳造し、寛文年間以降全国的に流通し始めると、永楽銭を始めとする渡来銭などの旧銭は次第に駆逐されていった。
永楽通宝が主に流通していたのは、伊勢・尾張以東の東国である。特に関東では、永楽通宝が基準通貨と位置づけられ、年貢や貫高の算定も永楽通宝を基準として行った。これを永高制という。一方、西国では宋銭など唐宋時代の古銭が好まれ、16世紀に入るまであまり流通しなかった。ところがこの事実には大きな問題があった。それは明で100年も以前に鋳造された銅銭が16世紀の日本の東国で広く使われた経緯が不透明な点である。しかも、明との貿易を行っていたのは主に西国の大名や商人であり、日本に流入する永楽通宝がまず彼らの手中に入るはずであるのに、なぜ地理的に離れた東国でのみ流通したのかという点が十分に説明されてこなかった。このため、近年になって黒田明伸は16世紀の東国で用いられた永楽通宝は明で鋳造されたものではなく、そのほとんどが明の永楽通宝を精巧に再現して日本の東国地域で鋳造された私鋳銭であるという説を提唱した。折しも、茨城県東海村の村松白根遺跡から永楽通宝とその枝銭が発見されており、科学分析の結果日本国産の銅で鋳造された可能性が高いことが判明するなど、今後の研究次第では通説に対する大きな見直しが迫られる可能性がある。また、川戸貴史は「永楽銭」の言葉があるからと言って必ずしも実物の永楽通宝でのやりとりを伴ったわけではなく、特に時代が下るにつれて（1570年代以降）、「永楽銭」は実際の永楽通宝の価値とは異なる空位化した基準額（計数単位化）やそれに基づいた一定の基準を満たす精銭群（そこには実物の永楽通宝が含まれ得る）を指すなどの変化が見られ、実物の永楽通宝と「永楽銭」「永高」「永」との関係の再検討の必要性を指摘している。

## 永楽通宝の旗印

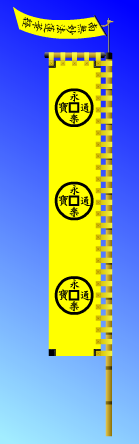
織田信長軍永楽銭の旗印

織田信長は、永楽通宝の意匠を織田家の旗印として用いていた。理由は明らかでないが、貨幣流通に早くから注目していたためであるとも言われる。信州上田城には、永楽通宝紋入の鬼瓦があり、これは上田藩主となった仙石忠政の父の仙石秀久が織田家臣時代に織田信長から拝領した家紋であると伝えられている。

## その他
「永樂通寳」と鋳出されている銭貨には、中国の明本銭、日本の各種鐚銭（鋳写鐚銭・加刀鐚銭・改造鐚銭）の他、太閤金銀銭・島銭・安南手類銭などもある。
明本銭の永楽通宝の直径は25～26mm程度であるが、日本の鋳写鐚銭の永楽通宝では明本銭とあまり変わらない直径のものから直径20mm程度のものまで様々な直径のものが現存している。鋳写しを繰り返すごとに直径が小さくなるため、本銭より5～6mm程度直径の小さい鋳写鐚銭は原理的にはどのような銭銘の銭にもありそうであるが、実際にここまで段階的に小さなものが現存しているのは永楽通宝のみである。